# Нечипоренко Анатолій Ілліч
Анато́лій Іллі́ч Нечипоре́нко (1 вересня 1941 , Брусилів, Житомирська область  — 11 квітня 2014 , Київ ) — учасник, захисник Євромайдану. Герой України.

## Життєпис
Проживав у Києві. Закінчив 7 класів Брусилівської середньої школи № 1 і в 14 років працював різноробом на цегельному заводі. У 18 років закінчив курси водіїв і був призваний до лав Радянської армії.
Після закінчення служби в армії почав працювати в автобусному парку № 1 водієм рейсового автобуса. Згодом перейшов у таксомоторний парк № 1 м. Києва — водієм таксі.
Від 1988 року й до пенсії працював у «Київзовніштрансі» на міжнародних перевезеннях. Після виходу на пенсію працював в охороні гаражного кооперативу «Пролісок».
У нього залишилися дружина Олена Іванівна, дочка Анна, онуки Андрій і Владислав, сестра Катерина Іллівна.

Могила Анатолія Нечипоренка

Помер 11 квітня 2014 року. З майданівцем попрощалися його друзі та родичі у Михайлівському соборі. Похований в Києві на Міському кладовищі «Берківцях» (ділянка № 86).

## На Майдані
За словами доньки Анни, загиблий не був постійно на Майдані. Приходив лише тоді, коли мав таку можливість, адже до останніх днів життя мав роботу — працював в охороні гаражного кооперативу.
Був пацієнтом Київської міської клінічної лікарні № 17 за адресою провулок Лабораторний, 14 (відділення політравми). Побитий беркутом під час штурму 18 лютого 2014 р. на вул. Інститутській. Перебував у реанімації (2-й поверх) у дуже важкому стані.
Анатолій Ілліч Нечипоренко був травмований 18 лютого. Мав закриту черепно-мозкову травму і вдавлений перелом кісток черепа. Весь цей час був у комі, але перед смертю вийшов з коми й пізнавав рідних.

## Вшанування пам'яті

### Нагороди
- Звання Герой України з удостоєнням ордена «Золота Зірка» (21 листопада 2014, посмертно) — за громадянську мужність, патріотизм, героїчне відстоювання конституційних засад демократії, прав і свобод людини, самовіддане служіння Українському народу, виявлені під час Революції гідності[2]
- Медаль «За жертовність і любов до України» (УПЦ КП, червень 2015) (посмертно)[3]